# 纳拉伯平原

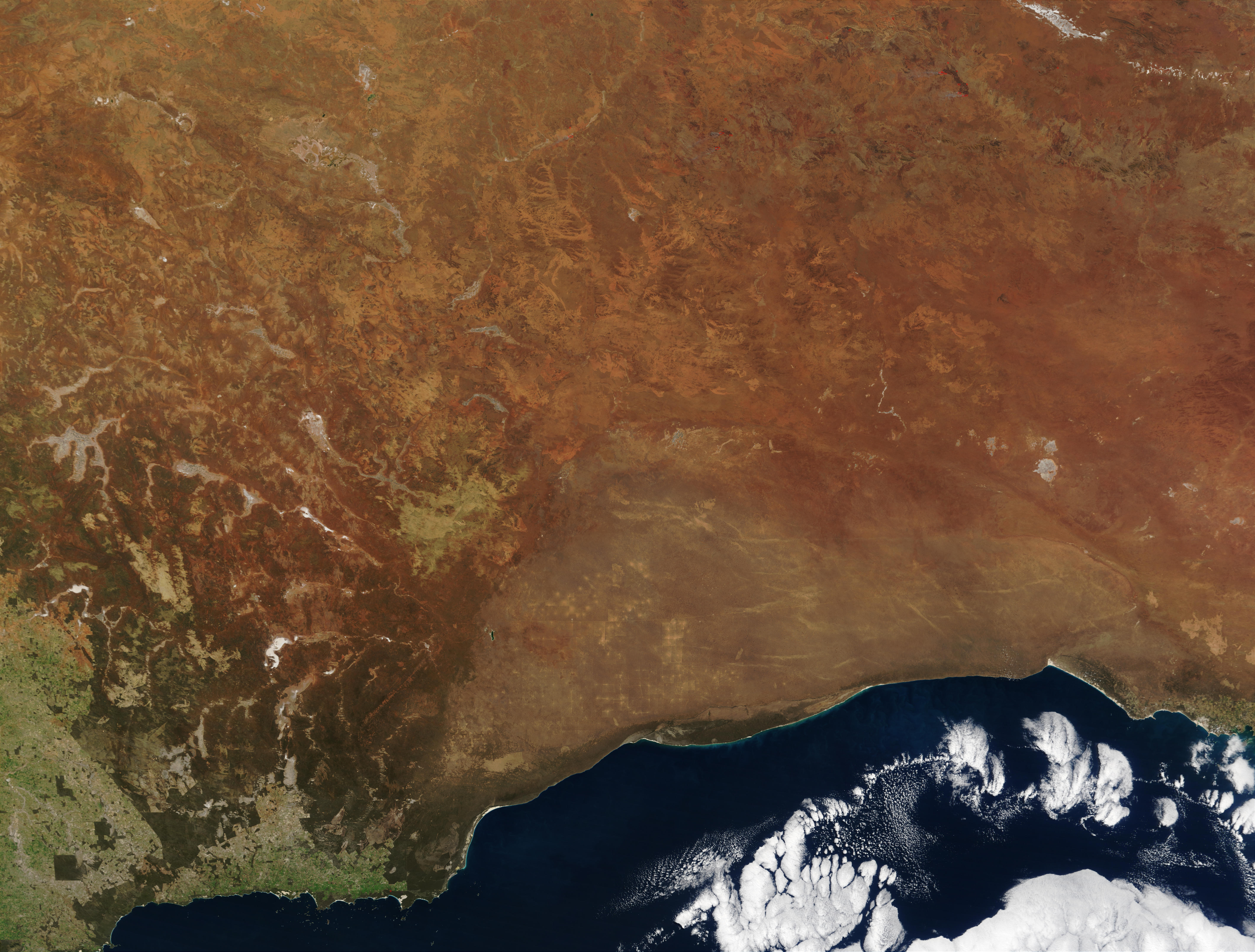
美国国家航天航空局Terra卫星2002年8月19日照片，纳拉伯平原是海边半圆形颜色較浅之處

纳拉伯平原（Nullarbor Plain）是澳大利亚大澳大利亚湾以北的一块平坦、几乎没有树木、干旱的地区。它的名字来自于拉丁语（没有）和（树木）。它是世界上最大的一整块的石灰岩，面积20万平方公里。它最宽处从东到西宽1100千米，正好位于南澳大利亚州和西澳大利亚州之间。

## 历史
纳拉伯平原的年平均降雨量为200毫米。历史上澳洲土著人曾经在这里居住。
1841年爱德华·艾尔成为首位穿越纳拉伯平原的欧洲人。他把这座平原称为时“一个危险的反常地区，大自然脸上的污点，一个人做噩梦到达的地方。”
艾尔于1840年11月17日从佛勒斯湾出发，同行的还有一个欧洲人和三个土著人。他的三匹马渴死后他不得不返回。1841年2月25日他再次启程。4月29日他们到达开刚那。由于缺乏水和补给发生叛变。两名土著人杀了艾尔的同伴，偷走了他们的补给。艾尔和剩下的那名土著人继续他们的旅程，他们凭着经验和幸运于6月完成了穿越。
1950年代英国在马拉林嘎进行核试验，迫使当地的土著人离开他们的家园。后来他们获得补偿，有些回到原来的地方。也有些土著没有离开过，因为他们生活的地方太偏远以致没有得到警示信息。

### 文化意义
对许多澳大利亚人来说纳拉伯平原是澳大利亚内陆的象征。不同车辆上贴有“我穿越了纳拉伯平原”的粘贴。

## 地理
纳拉伯平原过去可能是一个海床，它具有典型的喀斯特地形。
一种理论认为纳拉伯平原是通过地壳运动被提升的，此后风和雨的风化把大多数地形特征消除了，形成了今天异常平坦的地形。这个地形由一系列地层组成。
从南边海上吹来的风在海边侵蚀出许多地下山洞，有些有数百米深。这里大多数山洞需要有环境保护局的批准才能参观。
植物以低矮灌木为主。纳拉伯平原的大部分地区是自然公园。
纳拉伯平原是一个著名的寻找陨星的地方。由于当地气候干燥，陨星得以良好地保存。尤其在蒙德拉比拉附近发现了许多陨星，有些有数吨重。
根据美国农业部数据，纳拉伯平原的土壤主要是干旱土。

## 气候
纳拉伯平原的主要气候是干旱至半干旱沙漠。白天最高气温为摄氏48.5度，夜间也可能上冻。库克的年平均降雨量为179.7毫米。

## 运输
澳洲需要东西两岸的交通连接。艾尔证明南澳大利亚和西澳大利亚州的联系是可行的。后人们开始使用电报线来进行连接两处的努力。1877年，经过两年的修建，两地之间的通讯首次成功。在这条电报线上共有八个中继站。这条电报线运行了约50年，其遗迹今天依然可见。
横贯澳大利亚铁路在卡尔古利和奥古斯塔港之间穿越纳拉伯平原。这条铁路是1917年开始动工的。他们从两端开始修筑，最后在当中的乌尔达亚（Ooldea），一个没有人居住的水源地接轨。最初这条铁路面临众多问题。由于它是建筑在沙地上，轨道因此会发生移动。火车通过纳拉伯平原的速度很慢很费劲。1969年铁路进行了全部重修，同时澳大利亚也统一了过去各州使用的不同轨距。1970年2月27日首列火车通过新铁路。今天从珀斯经阿德萊德去悉尼的印度洋-太平洋列车穿越纳拉伯平原。

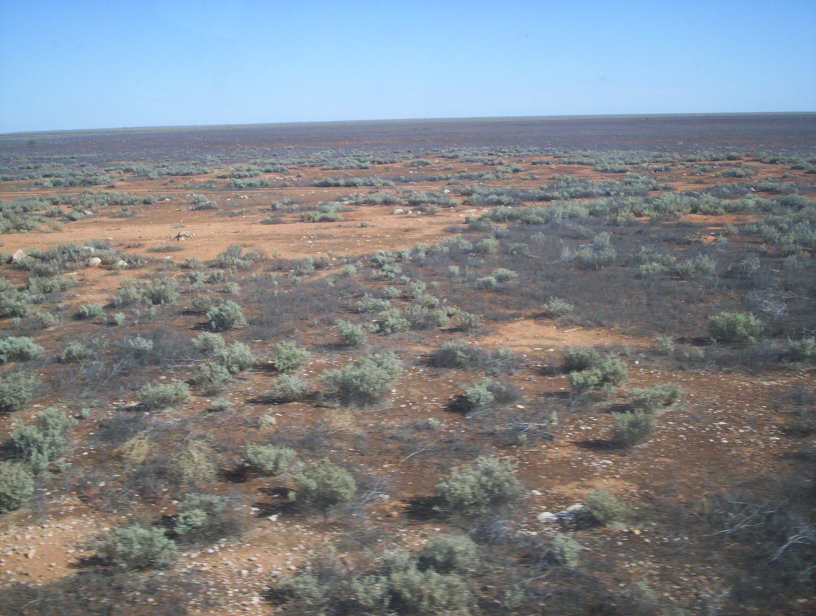
从印度洋太平洋列车上看纳拉伯平原

联接诺斯曼和奥古斯塔港的艾尔公路是1941年建成的。一开始它仅是一条土路，但是在此后30年里逐渐扩建成柏油路。最后一段是1976年铺成。它并不通过纳拉伯平原的中心，而是沿纳拉伯平原的南边走。
横贯澳大利亚铁路在纳拉伯平原中有一段连续478公里没有任何弯头，这是一项世界纪录，而艾尔公路则有一段连续146.6公里没有任何弯头，这是一项澳大利亚纪录。
纳拉伯平原上的大多数居民点是铁路和公路边的小村落。他们一般为通过的旅行者提供服务，它们之间的距离一般为100-200公里。库克过去曾经有40名居民，有自己的学校和一个高尔夫球场。但是火车在这里的停车次数不断减少导致人口不断缩减，现在只有四个常住居民。

## 生物地理学

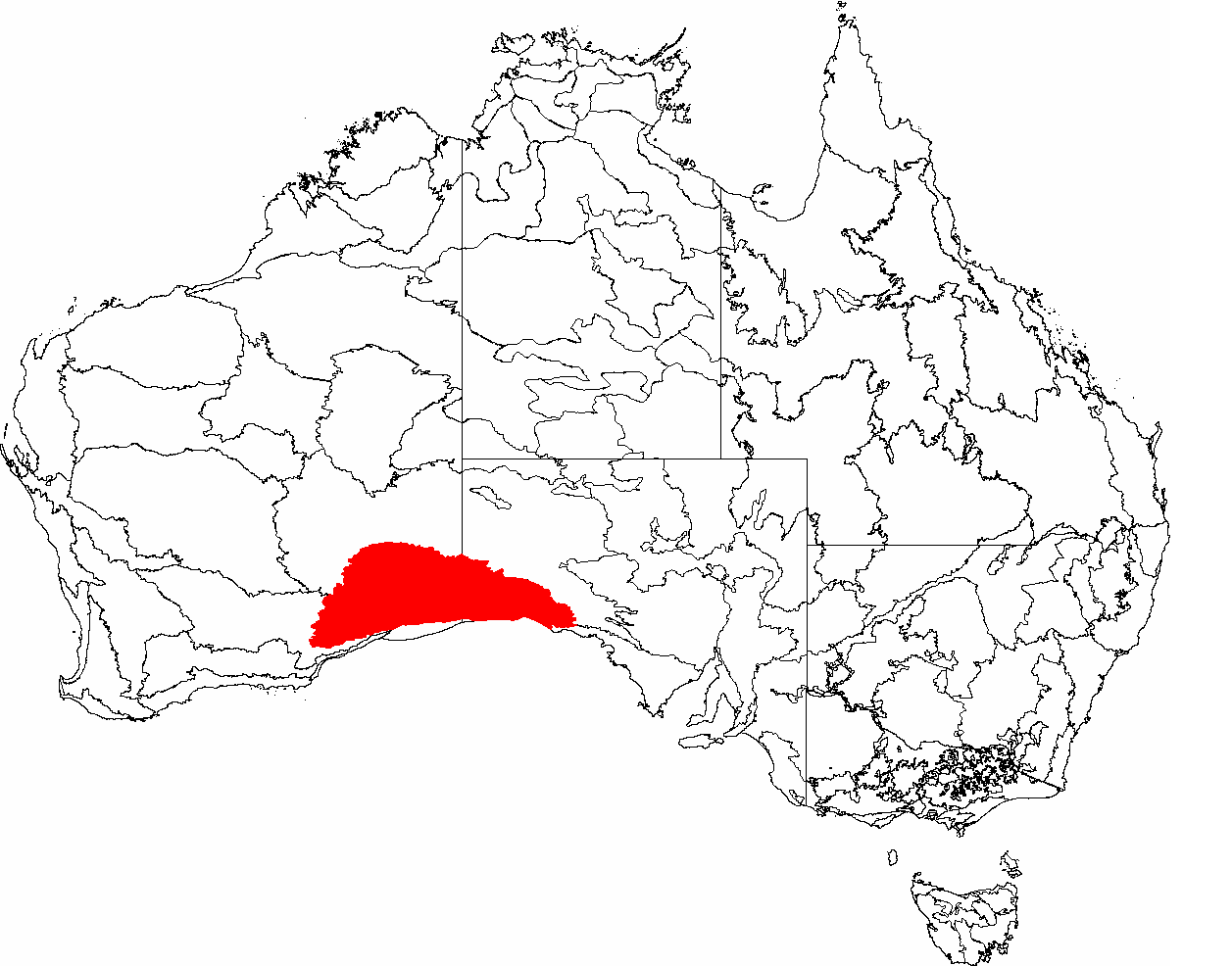
红色为纳拉伯平原

纳拉伯平原是澳大利亚的一个生物地理学地区。

## 边界
在旅游书籍和网上纳拉伯平原这个名称经常被用来指珀斯到阿德萊德之间的所有地区。